# لعبة الكبار (فلم)
لعبة الكبار فيلم مصري تم انتاجه عام 1987م. الفيلم من بطولة بوسي وفاروق الفيشاوي.

## قصة الفيلم
بطه (بوسى) تساعد أمها فكيهه (ليلى فهمى) نهاراً في بيع الكشرى وتساعد زوج أمها قرنى
(عبد الله فرغلى)منادى السيارات امام الاوبرچ مساءاًً وتحب إسماعيل (فاروق الفيشاوى)
صاحب ورشة الكاوتش. رجل الأعمال مسعود بيه (حسين فهمى) وزوجته (فاتن فؤاد) يقومان
بتهريب الذهب ويسهران ليلا في الاوبرچ حيث يتركان سيارتهما في عهدة بطه. وفي إحدى
الليالى استراحت بطه داخل الجياره وأغلبها النعاس فنامت من التعب وركب مسعود سيارته
دون علمه بوجود بطه ودخل أحد مخازنه وهناك تشاجر مع أحد أفراد عصابته الزنكلونى
(عبد المنعم النمر) وقتله وشاهدت بطه كل شئ. يقبض مسعود على بطه ويعهد بحراستها
للغفير ربيع (زكريا موافي) وهو رجل طيب القلب ضخم الجثه يحاول مسعود ان يغتصب بطه
ولكن ربيع ينقذها مما يدفع مسعود للانتقام منه بعلقة موت. يعلم قرنى من بطه بسر مقتل
الزنكلونى وتهريب الذهب فيذهب لمسعود لابتزازه ولكنه لم يفلح وفي نفس الوقت يذهب سمعه
للنيابه ويبلغ عن كل شئ وحينما استدعى وكيل النيابة (أحمد لوكسر) الشهود قرنى وفكيهها
وبطه وربيع انكر الجميع خوفاً من مسعود والذي انتقم من سمعه بغلق ورشته الغير مرخصه
وقدفشل المصورالصحفى منير (سامح الصريطى) في إقناع رئيس التحرير (رشوان مصطفى)
في نشر أي موضوع يدين مسعود وبذلك يلتقى منير وسمعه على هدف واحد وهو الإيقاع
بمسعود. تحاول العصابة الفتك بسمعه ولكنها تصيب منيربرصاصة في قدمه وحينما يحضر
وكيل النيابة للمستشفى يقوم بتحذيرهم من التدخل في عمل البوليس. حاول مسعود شراء
إسماعيل بشنطه بها 200 الف جنيه وتحتهم كميه من المخدرات ثم ابلغ البوليس وقبل وصول
البوليس اكتشف إسماعيل الخدعة فذهب إلى مسعود فوجده يستعد للسفر خارج البلاد حتى
تهدأ الأمور فتمكن إسماعيل من وضع شنطة المخدرات بين شنط مسعود ثم ابلغ البوليس الذي تمكن من القبض على مسعود متلبساًًً أثناء وجوده بالمطار. 

## أبطال الفيلم
- حسين فهمي بدور مسعود
- بوسي بدور بطك
- فاروق الفيشاوي بدور إسماعيل
- أحمد لوكسر بدور رئيس النيابة
- عبدالله فرغلي بدور قرني
- سامح الصريطي بدور الحفي منير
- ليلى فهمي بدور ام بطة
- زكريا موافي بدور ربيع
- حمدي يوسف بدور عماد موظف الجمرك
- عبدالمنعم النمر بدور الزنكلوني
- هويدي عمران بدور السمسار
- فاتن فؤاد بدور عيشقه مسعود
- حسين الشريف بدور ضابط شرطة
- منى أبوالفتوخ
- سمير رستم
- رشوان مصطفى بدور رئيس التحرير
- أحمد الفضل بدور صلاح
- حسين الأنور بدور من رجال مسعود
- سيد مصطفى بدور فريد